# Баденский диалект
Ба́денский диале́кт (нем. Badisch) — обобщённое наименование ряда диалектов, распространённых в государстве Баден, существовавшем в 1806-1871 как суверенное государство и до 1945 года как земля нацистской Германии. Само понятие «бадиш» употребляется лишь относительно к некоторым различным диалектам современного Баден-Вюртемберга и не является лингвистическим определением конкретного диалекта.
В Бадене распространены курпфальцские, южнофранкские, верхне- и нижнеалеманнские, швабские и восточнофранкские диалекты. К каждому из них название «бадиш» употребимо лишь отчасти. В Баденском словаре, который издавался с 1914 года присутствовала лексика всех этих диалектов.